# Парламентские выборы в Беларуси (2000)
15 октября 2000 года состоялись выборы депутатов Палаты представителей Национального собрания Республики Беларусь второго созыва, однако они были практически полностью бойкотированы белорусской оппозицией. Выборы прошли по мажоритарной избирательной системе.

## Предвыборная ситуация
Эти выборы в 110-местную Палату представителей были первыми, которые произошли в Беларуси после консультативного референдума 1996 года, вопросы которого однако изменили Конституцию усилиями президента Александра Лукашенко. Осенью 1999 года состоялись безрезультатные переговоры между представителями Лукашенко и оппозицией о доступе к правительственному вещанию, избирательном законодательству и полномочиях парламента. В январе 2000 года Лукашенко назначил выборы в Национальное собрание и одобрил Избирательный кодекс (ИК), а в июне внес в него правки. Семь из девяти оппозиционных партий решили бойкотировать выборы.

## Избирательная система
ИК от 24 апреля 2000 года с июньским поправкам не обеспечивает многопартийной представительство в Центральной избирательной комиссии и ограничивал предвыборую агитацию. Третья часть статьи 167 административного кодекса 1984 года продолжают использоваться для преследования за призывы к бойкоту выборов, что повлекло за собой осуждение накануне выборов более 100 лиц.
По ИК для избрания депутата в первом туре требовалось голосование более 50% учтенных в избирательном округе избирателей и получение одним из выдвиженцев более половины поданных голосов. Если никто из выдвиженцев не набирал более половины голосов, но голосовала более половины избирателей, второй тур происходил между двумя выдвиженцами, которые получили наибольшее количество голосов. Если во втором туре явка не достигал более 25% избирателей, происходили повторные выборы вместе с новым учетом выдвиженцев.

### Избирательные комиссии
Проведение выборов осуществлялось Центральной комиссии по выборам и референдумам (ЦИК), 110 окружными избирательными комиссиями (ОИК) и 6 693 участковыми избирательными комиссиями (УИК). Состав избирательных комиссий назначался исполнительная власть преимущественно из числа чиновников и сотрудников правительственных предприятий. С 330 должностей председателей, их заместителей и секретарей ОИК чиновники и руководители правительственных предприятий заняли 86%. 11 сентября 2000 года Лукашенко назначил в ЦИК дополнительно 9 членов без права голоса от политических партий, участвовавших в выборах. В том числе были 2 представителя от оппозиционных партий — Либерально-демократической (ЛДП) и Коммунистической (ПКБ).

### Регистрация кандидатов
Выдвижение осуществлялось партиями, трудовыми коллективами и путём сбора 1 000 подписей избирателей. С 768 кандидатов зрегистрацию в ОИК прошли 550. Из 218 кандидатов, которым отказали в регистрации, жалобы в ЦИК подали 146. ЦИК зарегистрировала 23 кандидата . С 123 выдвиженцев, которым отказала и ЦИК, 85 подали жалобы в Верховный суд Республики Беларусь. Верховный суд зарегистрировал только 5 кандидатов. Таким образом, учета добились 578 кандидатов. Однако позднее 11 кандидатов снялись с выборов, регистрацию еще одного выдвиженца отменили. В регистрации отказали 20% выдвиженцев от партий и рабочих коллективов. ОИК отказались также от регистрации около 50% самовыдвиженцев, которые собрали по более 1 000 подписей избирателей и преимущественно принадлежали к оппозиции. Около половины из 578 учтенных выдвиженцев шли от 9 партий, в том числе 7 проправительственных и 2 оппозиционных — ЛДП и ПКБ. Еще 7 оппозиционных партий провели бойкот выборов, хотя Социал-демократическая партия «Народная Громада» (СДП «НГ») позволило своим членам пойти на выборы в качестве независимых выдвиженцев. Всего от оппозиции шло 20 учтенных выдвиженцев. В учете отказывали на основании ошибок в декларациях выдвиженцев о своих доходах и собственности, а также 15% сомнительных подписей, собранных в поддержку. На пресс-совещании 18 сентября Председатель ЦИК Лидия Ермошина заявила:
Избирательные комиссии старались учесть так называемых значимых лиц, иногда прощая сделанные ими ошибки
.

### Голосование
Чиновники призывали голосовать досрочно в течение 5 дней перед днем выборов. В это время избирательные комиссии работали в неполном составе, в котором должны были присутствовать всего 2 члена. Ящики для бюллетеней ночью не охранялись. Избирательные комиссии не имели обязанности выдавать копии протоколов о результатах голосования наблюдателям и представителям выдвиженцев, что делало невозможным оспаривание поддельных результатов голосования в суде.

## Предвыборная кампания
Официально предвыборная кампания началась после регистрации выдвиженцев 14 сентября. Однако некоторые кандидаты начали свою агитацию только после удовлетворения 28 сентября соответствующих жалоб в Верховном суде. На каждый избирательный округ приходилось около 5 выдвиженцев. ИК запрещал помещать в агитации «оскорбления и клевету на должностных лиц Республики и других выдвиженцев» и предусматривал преследование за «лживые сведения». Также на выдвиженцев накладывалось ответственность за деятельность своих сторонников. Однако заявление Лукашенко 22 сентября на государственном телевидении, в которой тот назвал «дураками и ворами» бывшего премьера Михаила Чигиря и председателя СДП «НГ» Николая Статкевича, которые были кандидатами, не повлекло за собой никакой ответственности. После Маршей свободы 1 и 8 октября, что проводились сторонниками бойкота, арестовали несколько его участников. Местные власти разрешили меньше половины запросов на проведение шествий. В общей сложности более 100 сторонников бойкота осудили за пикетирование по третьей части статьи 167 Административного кодекса.
Государственное телевидение и печать, подчиненные Администрации президента, имели главенствующее положение. Оппозиция не имела возможности донести через них избирателям причину бойкота выборов. Согласно постановлению ЦИК от 11 сентября выдвиженцем позволили 5-минутные выступления на правительственном радио и телевидении, а также разместить в одной из шести правительственных газет свои оповещения объемом по 2 печатные страницы. Однако 14 октября в письме к главному редактору «Оршанской» газеты председатель ЦИК Лидия Ермошина запретила печатать объявление выдвиженца до изъятия из нее упоминания о «самовластном правительстве» и «политическому преследованию СМИ в Беларуси».
Во время обыска неправительственной типографии «Мэджик» 13 сентября изъяли тираж неправительственное газеты «Рабочий», содержавшую призыв к бойкоту парламентских выборов. Собственника и руководителя типографии обвинили по третьей части статьи 167 Административного кодекса, однако обвинение сняли 18 сентября. Правительство заморозило счет типографии 11 октября. 13 октября правительство пригрозил отбором печатного оборудования, чтобы якобы взыскать налоги, просроченные закрытым в 1997 году представительством Фонда Сороса, что выступала благотворителям тот типографии. В передаче «Тайные пружины политики» 21 сентября на БТ Белорусский Народный Фронт (БНФ) сравнили с «фашистскими коллаборационистами» во время Второй мировой войны. 7 октября председателя БНФ Зенона Позняка объявили «свиньёй, хорошо подкормленной западной пищей». 9 и 10 октября в передаче «Панорама» ведущий утверждает, что Марш свободы провалился. Также журналист добавил, что оппозиции понадобятся западные бомбы, а не деньги, чтобы взорвать существующий государственный строй. Также БТ нарушало статью 46 ИК, которая запрещала общественные опросы, дважды — 5 и 9 октября. 12 и 13 октября в передаче «Куклы» журналист БТ сравнил вождей оппозиции с национал-социалистами. Оппозиции так и не дали ответить на оскорбления, обвинения и клевета в правительственных изданиях. Однако 2 представителя оппозиции — Станислав Шушкевич из Социал-демократической Громады и Александр Добровольский из Объединенной гражданской партии (ОГП), попали в эфир российского телеканала «ОРТ» за неделю до выборов. Они объяснили причину бойкота выборов и сетовали на отсутствие доступа к правительственному вещания в Беларуси.

## Результаты
По итогам парламентских выборов 2000 года шесть партий имеют своё представительство в Палате представителей Национального собрания Республики Беларусь:
- Коммунистическая партия Беларуси — 6
- Белорусская аграрная партия — 4
- Республиканская партия труда и справедливости — 1
- Белорусская социально-спортивная партия — 1
- Социал-демократическая партия Народного Согласия — 1
- Либерально-демократическая партия — 1 (после выборов член ЛДП депутат Алексей Ваганов вышел из партии)
- Объединённая гражданская партия — 2 (оба депутата — Владимир Новосяд и Юрий Морозов — своё членство в ОГП приостановили).

| Партия                                                       | Тур       | Тур    | Тур    | Тур       | Тур    | Тур    | Тур     | Тур    | Тур    | Тур       | Тур       | Тур       | Всего мест | +/–   |
| Партия                                                       | Первый    | Первый | Первый | Второй    | Второй | Второй | Третий  | Третий | Третий | Четвёртый | Четвёртый | Четвёртый | Всего мест | +/–   |
| Партия                                                       | Голосов   | %      | Мест   | Голосов   | %      | Мест   | Голосов | %      | Мест   | Голосов   | %         | Мест      | Всего мест | +/–   |
| ------------------------------------------------------------ | --------- | ------ | ------ | --------- | ------ | ------ | ------- | ------ | ------ | --------- | --------- | --------- | ---------- | ----- |
| Коммунистическая партия Беларуси                             |           |        | 2      |           |        | 4      |         |        | 0      |           |           | 0         | 6          | новая |
| Аграрная партия                                              |           |        | 4      |           |        | 1      |         |        | 0      |           |           | 0         | 5          | ▼28   |
| Республиканская партия труда и справедливости                |           |        | 0      |           |        | 2      |         |        | 0      |           |           | 0         | 2          | ▲1    |
| Белорусская социально-спортивная партия                      |           |        | 1      |           |        | 0      |         |        | 0      |           |           | 0         | 1          | 0     |
| Либерально-демократическая партия                            |           |        | 0      |           |        | 1      |         |        | 0      |           |           | 0         | 1          | ▲1    |
| Социал-демократическая партия Народного Согласия             |           |        | 1      |           |        | 0      |         |        | 0      |           |           | 0         | 1          | новая |
| Партия коммунистов Белорусская                               |           |        | 0      |           |        | 0      |         |        | 0      |           |           | 0         | 0          | ▼42   |
| Белорусская социал-демократическая партия (Народная Грамада) |           |        | 0      |           |        | 0      |         |        | 0      |           |           | 0         | 0          | новая |
| Республиканская партия                                       |           |        | 0      |           |        | 0      |         |        | 0      |           |           | 0         | 0          | 0     |
| Беспартийные                                                 |           |        | 33     |           |        | 48     |         |        | 2      |           |           | 11        | 94         | ▼1    |
| Испорченных/недействительных бюллетеней                      |           | –      | –      |           | –      | –      |         | –      | –      |           | –         | –         | –          | –     |
| Всего                                                        | 4 430 878 |        | 41     | 1 991 530 |        | 56     | 588 595 |        | 2      | 373 366   |           | 11        | 110        | ▼88   |